# Grande guerre (Uruguay)
Pour les articles homonymes, voir Grande Guerre (homonymie).
On appelle la grande guerre (Guerra Grande en espagnol) les événements qui se produisirent dans la région du Rio de la Plata, entre le 10 mars 1839 et le 8 octobre 1851. Il s'agissait à l'origine d'une guerre civile orientale qui se transforma en conflit régional avec l'intervention de l'Argentine (elle-même en proie à une guerre civile) et du Brésil. Le conflit prit également une dimension internationale lorsque la France, la Grande-Bretagne et des forces étrangères - notamment la Légion italienne de Giuseppe Garibaldi – se joignirent aux combats.
La grande guerre opposa les blancos uruguayens dirigés par Manuel Oribe (soutenus par les fédéralistes argentins avec, à leur tête, Juan Manuel de Rosas) aux colorados, conduits dans un premier temps par Fructuoso Rivera et alliés aux unitaires argentins, aux Brésiliens et aux Européens. Elle se conclut par la victoire des colorados.

## Aux origines du conflit

### Les premiers désaccords (1830-1836)

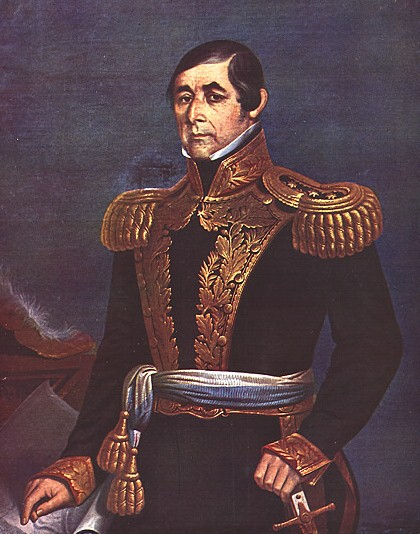
Fructuoso Rivera.

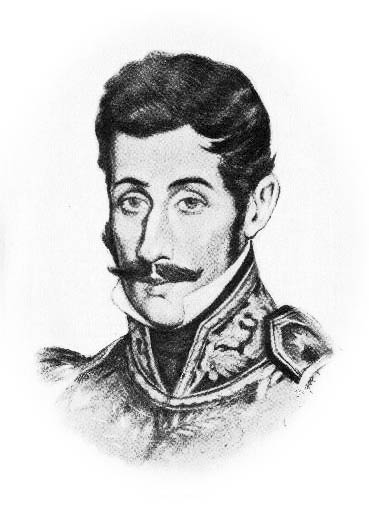
Manuel Oribe.

La Bande orientale devint indépendante sous le nom de république orientale de l'Uruguay en 1828. Mais après plusieurs années de guerre, le nouvel État était totalement désorganisé et la situation ne s'améliora pas réellement avec l'élection en 1830 du premier président constitutionnel du pays, Fructuoso Rivera. En effet, ce dernier – caudillo sans formation politique ni aptitude pour les questions administratives – n'avait pas l'étoffe d'un homme d’État. Plus à son aise au milieu des gauchos que des Montévidéens, il passa l'essentiel de son temps à parcourir la campagne et abandonna la direction des affaires à ses partisans (notamment le clan "Los cinco hermanos"). Une telle conduite déboucha sur le développement de la corruption, une mauvaise gestion et l'endettement croissant du nouvel État. Il affronta également plusieurs insurrections organisées par son rival – depuis la guerre d'indépendance - Juan Antonio Lavalleja. Mais ce dernier fut vaincu en 1832 et 1834.  
L'impopularité de Rivera était telle au terme de son mandat que la victoire de Lavalleja semblait inévitable à l'élection présidentielle de 1835. Pour éviter ce scénario, Rivera décida d'appuyer la candidature de Manuel Oribe, son ministre de la Guerre. Enfin, il reçut la charge de Commandant Général de la Campagne ; ce qui lui permettait  d'échapper, en grande partie, à l'autorité du futur président dans l'intérieur du pays. 
Le 1er mars 1835, Oribe devint le second président constitutionnel du pays. Mais les relations avec son prédécesseur se dégradèrent rapidement, en raison de l'amnistie accordée aux partisans de Lavalleja et de la nomination d'une commission chargée de vérifier les comptes de la précédente administration. Oribe s'inquiétait également des contacts de Rivera avec les révolutionnaires brésiliens farrapos (ce qui signifiait des ennuis diplomatiques avec Rio de Janeiro) et de son soutien  aux unitaires argentins réfugiés à Montevideo (d'où le risque de tensions avec le gouvernement de Juan Manuel de Rosas). Lorsque la révolution Farrapos éclata dans la région brésilienne du Rio Grande do Sul, le président prit la tête de l'armée et se dirigea vers la frontière pour assurer la neutralité du pays : Rivera en prit ombrage. Oribe décida également de fermer El Moderador, un journal publié par des unitaires portègnes et très virulent à l'égard de Rosas. Rivera protesta et, en janvier 1836, le président supprima le poste de Commandant Général de la Campagne.
Finalement, la rupture définitive intervint avec la publication des conclusions de la commission d'enquête (qui mettait en évidence le gaspillage et la corruption de l'administration précédente) et le rétablissement de la charge de Commandant Général de la Campagne au profit d'Ignacio Oribe, le frère du président. Face à de telles mesures, jugées inacceptables, Rivera se souleva en juillet 1836.
Une guerre civile débutait, mais il ne s'agissait pas cette fois-ci d'un simple combat entre caudillos. En effet, le conflit s'internationalisa.

### Les interventions étrangères
L'instabilité politique de l'Uruguay favorisa les interventions étrangères, notamment de la part des deux grandes puissances de la région - la Confédération argentine et l'empire du Brésil.

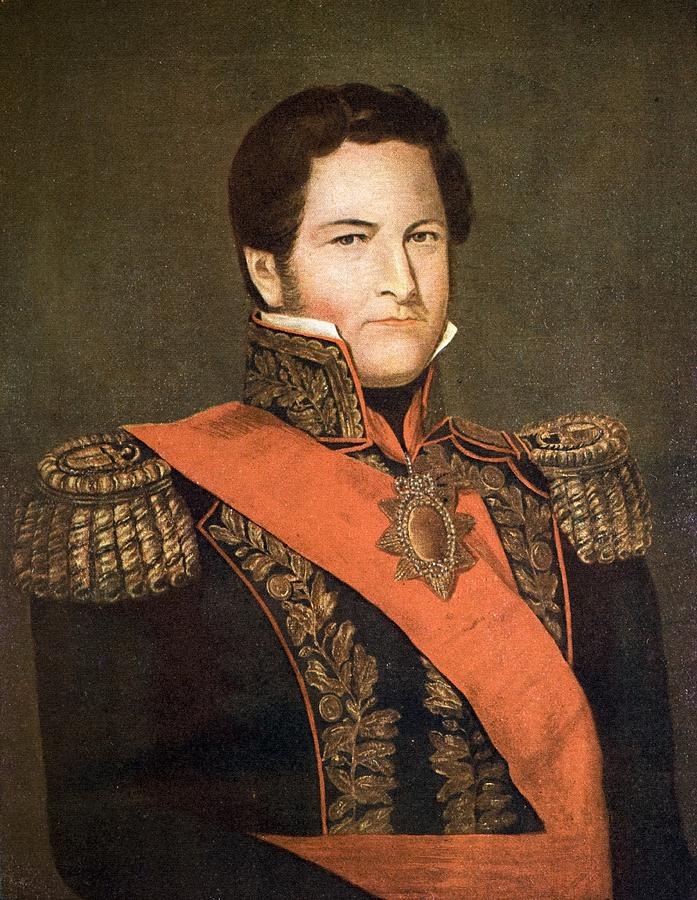
Juan Manuel de Rosas.

L'Argentine connaissait, depuis son indépendance, d'incessantes guerres civiles qui opposaient les fédéralistes (conservateurs partisans de l'autonomie des provinces) aux unitaires (libéraux favorables à un gouvernement centralisé). Ces divisions eurent de profondes répercussions sur le conflit uruguayen : les fédéralistes soutinrent Lavalleja et Oribe alors que les unitaires appuyèrent Rivera. Par ailleurs, la guerre de Cisplatine (1825-1828) entraîna une grande instabilité politique qui permit au fédéraliste Juan Manuel de Rosas de devenir gouverneur de Buenos-Aires et le maître du pays. Il s'immisça alors dans les affaires uruguayennes pour faire taire les opposants unitaires réfugiés à Montevideo, s'assurer du soutien de Oribe et mettre en œuvre son projet de restauration de la vice-royauté du Rio de la Plata. 
Quant à l'empire du Brésil, il ne pouvait négliger le climat de troubles croissants sur ses frontières méridionales où, par ailleurs, il affrontait depuis 1835 la révolution des farrapos (un mouvement séparatiste républicain, lié aux Orientaux). D'autre part, ses prétentions historiques le poussaient à s'étendre le plus près possible du Rio de la Plata, considéré comme une frontière naturelle (la Bande orientale avait d'ailleurs fait partie de l'Empire portugais puis brésilien, entre 1816 et 1828, sous le nom de Province cisplatine et  Rio de Janeiro continuait d'occuper les Missions orientales — un territoire à l'origine espagnol, au nord de l'Uruguay). Enfin, il s'agissait de limiter au maximum l'influence de Rosas sur la Bande orientale et de l'empêcher de reconstituer la vice-royauté du Rio de la Plata à son profit : le Brésil s'opposa donc à Oribe, l'allié du gouverneur de Buenos-Aires .
Le Royaume-Uni et la France intervinrent dans le conflit pour des raisons politiques et commerciales.
Londres voulait conserver la position privilégiée qu'elle avait acquise dans la région depuis l'époque des révolutions hispano-américaines. En effet, elle bénéficiait d'un traité économique avantageux avec l'Argentine depuis 1825 et constituait une puissance diplomatique incontournable (elle avait imposé à l'Argentine et au Brésil l'indépendance de la Bande orientale en 1828).
Quant à la France, elle ambitionnait d'être traitée sur un pied d'égalité avec le Royaume-Uni. Mais il fallut attendre la monarchie de Juillet pour que Paris reconnût officiellement les républiques sud-américaines ; la Restauration s'y était toujours refusée par solidarité avec les Bourbons d'Espagne. Pour parvenir à ses fins, la France n'hésita pas à organiser le blocus du Rio de la Plata du 28 mars 1838 au 29 octobre 1840. L'entreprise fut justifiée par le refus du gouvernement de Rosas d'exempter les ressortissants français du service militaire, de leur accorder des réparations pour divers affronts et d’octroyer à la France — comme au Royaume-Uni — la clause de la nation la plus favorisée. La France demanda alors à Oribe l'autorisation d'utiliser Montevideo comme base navale ; son refus poussa Paris à soutenir Rivera.
Par ailleurs, le Royaume-Uni et la France réclamaient la libre navigation sur les fleuves Paraná et Uruguay. Mais Rosas les considérait comme des fleuves intérieurs de la Confédération argentine et, à ce titre, refusait leur accès aux navires étrangers. Pour y pénétrer, ces derniers devaient obtenir une autorisation et transiter par les douanes de Buenos Aires, le seul port habilité à commercer avec l'extérieur. Ce désaccord déboucha sur un second blocus du Rio de la Plata, par une escadre franco-britannique entre le 2 août 1845 et le 31 août 1850.

### Le début de la guerre civile uruguayenne (1836-1839)
Rivera reçut l'appui du général unitaire Juan Lavalle, alors que Rosas envoya à Oribe des renforts sous le commandement de Lavalleja (qui revenait ainsi dans sa patrie à la tête de forces argentines). Le 19 septembre 1836, les deux armées s'affrontèrent lors de la bataille de Carpintería. Chaque camp utilisa, pour la première fois, une couleur distinctive : le blanc pour les partisans de Oribe (d'où le terme de blancos pour les désigner) et le rouge pour ceux de Rivera (les colorados), donnant ainsi naissance aux premières formations politiques uruguayennes - les conservateurs du Parti Blanco ou Parti National et les libéraux du Parti Colorado. Finalement, Oribe remporta la bataille et son adversaire se réfugia au Brésil ; mais ce ne fut là que le début d'une longue guerre.
En 1837, Rivera revint et envahit le pays avec l'appui des caudillos riograndenses Bento Manuel Ribeiro et Bento Gonçalves da Silva. Cette fois le sort lui fut plus favorable : il défit Oribe à Yucutujá, subit certes un revers lors de la bataille de Yí, mais  remporta la victoire décisive de Palmar, le 15 juin 1838. Enfin, le soutien de la France lui permit de triompher définitivement de son adversaire. En octobre 1838, l'escadre française dans le Rio de la Plata – commandée par le contre-amiral Leblanc -  neutralisa une flottille argentine avant de s'emparer de l'île Martín García, d'où elle menaça directement Montevideo.
Les Français maîtres des mers, sans flotte et à la tête de troupes affaiblies après la défaite de Palmar, Oribe se résigna à céder le pouvoir. Le 29 octobre 1838, il se réfugia à Buenos Aires où Rosas le reçut en qualité de président constitutionnel et lui offrit, peu après, le commandement des armées de la Confédération argentine. Rivera, lui, entra à Montevideo début novembre et s'empara du pouvoir politique avec le titre de dictateur, en remplacement de Gabriel Antonio Pereira, le président par intérim. Le 1er mars 1839, il devenait le troisième président constitutionnel de l'Uruguay et déclarait la guerre à Rosas dès le 10 mars : la grande guerre débutait.

## Le déroulement de la grande guerre

### L'offensive contre Rosas (1839-1843)
Entre 1839 et 1843, le conflit se déroula principalement sur le territoire de l'actuelle Argentine.  
Rivera s'allia avec Genaro Berón de Astrada - le gouverneur de Corrientes - qui était alors en conflit avec Rosas (ce dernier s'opposait à la libre circulation sur le fleuve Paraná, entravant par la même le développement du commerce correntino). Les unitaires argentins réfugiés à Montevideo se joignirent également à la coalition « anti-rosiste » avec, à leur tête, le général Lavalle.
En dépit d'une armée mal préparée et sans l'aide promise par son allié oriental, Berón de Astrada décida de passer à l'action. Mais il fut vaincu, le 31 mars 1839, à Pago Largo par le gouverneur d’Entre Rios - le fédéraliste Pascual Echagüe – qui pénétra alors en Uruguay accompagné du blanco Lavalleja. Conscient de sa faiblesse, Rivera se replia et attendit des renforts. Après deux victoires mineures de ses lieutenants sur des colonnes ennemies isolées, il affronta et défit Echagüe lors de la bataille de Cagancha, le 29 décembre 1839.
Entre-temps, Lavalle débarqua dans la province de Entre Rios (septembre 1839). À la tête d'une troupe d'à peine 400 hommes, il vainquit les fédéralistes à Yeruá mais la population refusa de le soutenir. Il se dirigea alors vers Corrientes, où le gouverneur unitaire Pedro Ferré lui confia le commandement des milices de la province. En janvier 1840, Lavalle organisa une nouvelle expédition en Entre Rios. Vaincu à Sauce Grande le 16 juillet 1840, il feignit de se retirer vers Corrientes puis débarqua à la surprise générale dans la province de Buenos-Aires et marcha sur la capitale. Face à  l'hostilité de la population, il se replia sur Santa Fe puis Córdoba, tout en essayant de prendre contact avec le général Gregorio Aráoz de Lamadrid qui était à la tête d'une alliance hostile à Rosas (la « Coalition du Nord »).
Le 29 octobre 1840, le traité Arana-Mackau constitua un coup très dur pour les « anti-rosistes » ; l'accord franco-argentin mettait fin au blocus de Buenos-Aires et à l'appui de la France aux colorados. Un nouveau désastre survint, le 28 novembre, lorsque Oribe écrasa Lavalle lors de la bataille de Quebracho Herrado. Les victoires fédéralistes se succédèrent alors et, le 19 septembre 1841, Oribe infligea un ultime revers à son adversaire au cours du combat de Famaillá. À la tête d'une troupe réduite et talonné par ses ennemis, Lavalle se replia sur Salta puis San Salvador de Jujuy avant d'y être abattu par les fédéralistes lors d'une escarmouche. Ses partisans récupérèrent sa dépouille et se dirigèrent vers la Bolivie, où ses restes furent finalement déposés dans la cathédrale de Potosí.
Pendant ce temps, une escadre de la Confédération argentine interdisait l'accès de l'estuaire du Rio de la Plata à la flotte orientale, et le général unitaire José María Paz triomphait de Echagüe à Caaguazú, le 28 novembre 1841. Echagüe s'enfuit et se réfugia en Entre Rios, où Justo José de Urquiza le remplaça peu de temps après à la tête de la province. Paz s'autoproclama gouverneur de Entre Rios et organisa une réunion avec Rivera, Pedro Ferré (gouverneur de Corrientes) et Juan Pablo López (gouverneur de Santa Fe). En février 1842, ils décidèrent de poursuivre la guerre contre la Confédération argentine et de créer un nouvel État, composé de leurs territoires et Rio Grande do Sul (qui formait à l'époque la République riograndense et dont le principal chef, Bento Gonçalves da Silva, avait donné son accord).
Mais le projet de « Grand Uruguay » ne vit jamais le jour. Personne ne reconnaissait vraiment Paz comme le gouverneur de Entre Rios et, en octobre 1842, les dirigeants de l'alliance confièrent le commandement suprême à Rivera : exaspéré, Paz se retira. Au même moment, l'amiral argentin Guillermo Brown vainquit la flotte orientale (commandée par Giuseppe Garibaldi) à Martín García, pendant que les adversaires de Rosas étaient activement pourchassés à Buenos Aires par la Mazorca (organisation para-policière).
Lavalle éliminé, Oribe fit route vers la province de Entre Rios tandis que Rivera franchissait le fleuve Uruguay pour  l'affronter. Le 6 décembre 1842, à Arroyo Grande, Oribe triompha de son rival qui se replia à marche forcée sur Montevideo. Le 16 février 1843, l'avant garde des troupes fédéralistes campait aux portes de la ville.

### Le siège de Montevideo (1843-1851)
Le Grand Siège de Montevideo marque la seconde étape de la grande guerre. L'épisode, appelé « le Grand Siège » (El Sitio Grande), dura près de 9 ans ; du 16 février 1843 au 8 octobre 1851.
À l'approche des troupes de Oribe, les autorités montévidéennes préparèrent activement la défense de la ville et édifièrent des fortifications. Quant aux assiégeants, pourtant en position de force, ils ne menèrent aucun assaut sérieux et se contentèrent d'isoler la ville. La marine argentine, sous les ordres de Guillermo Brown, chercha à bloquer le port pour faire plier les colorados, mais l'Angleterre imposa la levée du blocus. Par la suite, l'armée de Oribe (à peu près 7 000 hommes, soit 4 000 blancos et 3 000 soldats de la Confédération argentine) affronta sans résultat les assiégés (environ 6 000 combattants, à savoir une majorité d'Européens organisés en légions – française, basque et italienne –, des unitaires argentins, des affranchis noirs et des Montévidéens). En réalité, il n'y eut pratiquement pas d'actions militaires d'envergure durant toutes ces années; ni pour prendre d'assaut la ville, ni pour briser le siège.
Le pays compta alors deux gouvernements rivaux.
Les assiégés créèrent le gouvernement de la Défense avec, à leur tête, le président Rivera. À la fin de son mandat - le 1er mars 1843 -, des élections ne purent être organisées et Joaquín Suárez assura la présidence par intérim jusqu'à la fin de la guerre. Les circonstances empêchèrent également le renouvellement des Chambres en 1846 : le Pouvoir législatif fut alors exercé par une Assemblée des notables et un Conseil d’État, qui exercèrent réellement leur rôle de contrôle de l'exécutif. Les hommes de la Défense, ouverts aux idées venues d'Europe, se voulaient les défenseurs des libertés et de la civilisation face à la tyrannie et la barbarie des caudillos. Ils prétendaient également garantir l'indépendance nationale remise en cause, selon eux, par l'alliance de Oribe avec Rosas.
Oribe organisa dans les faubourgs de Montevideo un gouvernement concurrent – le Gouvernement du Cerrito, du nom d'une colline sur les hauteurs de la ville – comme si rien ne s'était passé depuis son départ forcé de la présidence en 1838.  Se considérant comme le président légal du pays, il rétablit la Chambre des députés et le Sénat dissous par Rivera, désigna des ministres et déploya une intense activité législative. Ce gouvernement contrôla la totalité du pays - à l'exception de la capitale - jusqu'en 1851. Il s'organisait autour de trois zones : la colline du Cerrito (le centre militaire), la Villa Restauración (le centre politique) qui correspond à l'actuel quartier de la Unión, et le port du Buceo (le centre économique) par où transitaient les marchandises. Les hommes du Cerrito se considéraient comme les défenseurs de la souveraineté nationale. Ils rejetèrent toute intervention européenne et s'efforcèrent de limiter l'ingérence argentine, malgré la dépendance militaire à l'égard du gouvernement de Rosas.
Le siège de Montevideo ne fut pas le seul théâtre d'opérations militaires. En fait, l'essentiel des combats se déroula loin de la capitale. Après la défaite de Arroyo Grande, Rivera mena une guerre de harcèlement. Mais Oribe parvint avec l'appui de Urquiza à le vaincre lors de la bataille de India Muerta (27 mars 1845), obligeant son adversaire à se réfugier au Brésil. Les jours de Montevideo semblaient alors comptés.
Pourtant, le Brésil – inquiet de l'influence grandissante de l'Argentine en Uruguay –  se rapprocha de la France et de la Grande-Bretagne. Les puissances européennes décidèrent cependant d'intervenir seules et envoyèrent, en août 1845, une puissante escadre dans l'estuaire du Rio de la Plata et les fleuves de la Confédération. L'aide européenne permit au gouvernement de la Défense de résister et de mener des expéditions militaires, notamment celle de la Légion italienne (prise de Colonia del Sacramento, de l'île Martín García, de Gualeguaychú, de Salto, bataille de San Antonio).
La position brésilienne permit à Rivera de rentrer à Montevideo en mars 1846, d'y organiser un soulèvement et de reprendre le contrôle du gouvernement. Il rejoignit ensuite l'armée qui opérait à Colonia del Sacramento, puis réussit à occuper Mercedes et Paysandú en décembre 1846. Il essaya alors de s'entendre directement avec Oribe, mais désavoué par son gouvernement et défait par les blancos lors du combat du Cerro de las Ánimas (janvier 1847), il se réfugia une nouvelle fois au Brésil.
Enfin, la fermeté de Rosas et les changements politiques en Europe (victoire des libéraux en Angleterre, révolution de 1848 et rétablissement de la République en France) permirent de mettre fin au blocus anglo-français. La signature des traités Southern-Arana avec l'Angleterre (24 novembre 1849) et Le Predour-Arana avec la France (31 août 1850) constituèrent de véritables succès pour Rosas. Le gouvernement de la Défense dépêcha aussitôt le général Pacheco y Obes à Paris pour obtenir la poursuite de l'aide française, mais sans succès (c'est alors que Alexandre Dumas défendit la cause orientale dans son ouvrage Montevideo ou la Nouvelle Troie).
La ville paraissait condamnée à une chute certaine. Les colorados cherchèrent alors de nouvelles alliances, mais cette fois en Amérique : ils se tournèrent vers le Brésil et la province argentine de Entre Rios.

### La fin de la grande guerre (1851-1852)
En 1851, la situation évolua radicalement. D'abord, l'empire du Brésil - désireux de limiter l'influence croissante de Rosas en Uruguay - décida de soutenir ouvertement le gouvernement de la Défense en échange de traités avantageux. Ensuite, le gouverneur de Entre Rios - Urquiza - dénonça son alliance avec Rosas. Cette rupture s'expliquait par la méfiance grandissante entre les deux hommes, mais aussi pour des raisons économiques : la province de Entre Rios, favorable à la libre navigation sur les fleuves, souffrait de l'obligation qui lui était faite de transiter par la douane de Buenos Aires pour commercer avec l'extérieur.
Le 29 mai 1851, un traité d'alliance fut signé à Montevideo entre le gouvernement de la Défense, l'empire du Brésil et la province argentine de Entre Rios afin d'assurer l'indépendance de l'Uruguay et d'en expulser les forces de Oribe. En juillet, Urquiza et le général Eugenio Garzón (un ancien blanco) pénétrèrent en territoire oriental. Début septembre, le Brésil prenait part à son tour aux opérations et dépêchait un contingent de 13 000 hommes sous le commandement du baron de Caxías, ainsi qu'une flotte pour bloquer les fleuves Uruguay et Paraná. Oribe, conscient de l'inutilité de toute résistance, décida de négocier un armistice.
Les belligérants signèrent le 8 octobre 1851 un traité - « la Paix d'Octobre » - qui mettait fin à la grande guerre. Cet accord prévoyait la reconnaissance de l'autorité du gouvernement de la Défense sur tout le territoire de l'Uruguay, l'organisation d'élections dans les plus brefs délais, la liberté pour Oribe, l'égalité de tous les Orientaux face à la loi (quel que fût leur camp durant la guerre) et la validité juridique des décisions prises par le gouvernement du Cerrito (et donc la reconnaissance de ses dettes par les nouvelles autorités). Enfin, il était convenu que les deux partis avaient agi en faveur de l'indépendance du pays en résistant aux puissances étrangères et, qu'en définitive, la guerre se terminait « sans vaincus, ni vainqueurs ».
Le 21 novembre 1851, les gouvernements de l'Uruguay, du Brésil et des provinces argentines de Entre Rios et Corrientes scellèrent une nouvelle alliance pour, cette fois, attaquer directement Rosas. Plusieurs colonnes se dirigèrent alors vers la province de Entre Rios. De là, l'armée alliée – qui prit le nom de « Grande Armée»  (el Ejército Grande) – franchit le Paraná, s'empara sans difficulté de la province de Santa Fe (recevant au passage le renfort de troupes locales) et marcha sur Buenos Aires.
La bataille décisive eut lieu à Caseros, le 3 février 1852. El Ejército Grande, commandé par Urquiza et composé d'environ 20 000 Argentins, 4 000 Brésiliens et 2 000 Orientaux, écrasa Rosas et le força à abandonner le pouvoir.

## Les conséquences du conflit

### Les traités du 12 octobre 1851
Le Brésil négocia au prix fort son intervention en faveur du gouvernement de la Défense. Il obtint, le 12 octobre 1851, la signature de cinq traités très avantageux :
- Traité de limites. Il impliquait le renoncement de l'Uruguay à ses droits historiques sur les Missions orientales (territoire attribué à l'Espagne en 1777, par le traité de San Ildefonso). La nouvelle frontière suivait les fleuves Cuareim et Yaguarón, puis la lagune Mirim et la rivière Chuy (qui se jette dans l'Océan Atlantique). Par ailleurs, le Brésil se voyait accorder un droit exclusif de navigation sur le fleuve Yaguarón et la lagune Mirim, ainsi que l'autorisation de bâtir des forteresses à l'embouchure des rivières Cebollatí et Tacuarí, en plein territoire oriental.
- Traité d'« alliance perpétuelle ». Les deux États signèrent une « alliance perpétuelle » et se promettaient une aide réciproque : le Brésil s'engageait, en cas de menace, à secourir le gouvernement légal de l'Uruguay qui, de son côté, devait soutenir l'empire en cas d'insurrections dans ses provinces frontalières (en d'autres termes, le Rio Grande do Sul). Dans les faits, ce traité permettait au Brésil d'intervenir dans les affaires internes de son voisin.
- Traité de secours. L'empire accordait un prêt au gouvernement uruguayen, qui s'engageait à le rembourser avec intérêts et donnait en garantie les revenus de la douane (les seules véritables recettes de l’État). L'Uruguay reconnaissait également la dette contractée durant le siège de Montevideo par le gouvernement de la Défense auprès du baron de Mauá - un banquier brésilien. Finalement, le gouvernement qui avait hypothéqué les rentes de la nation dépendait du Brésil et d'un particulier protégé par son puissant voisin.
- Traité d’extradition. Chaque gouvernement devait livrer les criminels et les déserteurs réfugiés sur son territoire. L'Uruguay, qui avait pourtant aboli l'esclavage, s'engageait également à remettre aux autorités brésiliennes les esclaves en fuite.
- Traité de commerce et de navigation. Le Brésil disposait de la libre navigation sur le fleuve Uruguay et ses affluents, alors que les deux pays s'accordaient réciproquement la clause de la nation la plus favorisée. Par ailleurs, le bétail sur pied exporté vers le Brésil et le tasajo (viande séchée et salée) acheminé par voie terrestre vers le Rio Grande do Sul étaient exonérés de taxes douanières. Ces dispositions lésaient les industriels uruguayens de la salaison (les saladeros) : ils affrontaient désormais une concurrence brésilienne qui pouvait aisément s'approvisionner en bétail.

### L'Uruguay, un pays exsangue
À la fin de la grande guerre, le pays était ravagé. 
La population uruguayenne diminua fortement, passant de  140 000 habitants (dont près de 40 000 pour Montevideo) en 1840 à 132 000 habitants (34 000 pour la capitale) à la fin du conflit. De nombreux immigrés retournèrent vers leur pays d'origine ou tentèrent leur chance ailleurs en Amérique. La population, analphabète à 80 %, souffrit d'une paupérisation sans précédent, notamment dans les campagnes.
La guerre provoqua ou facilita l'abandon des propriétés, la fuite des ouvriers ou leur enrôlement dans les différentes armées. La paix revenue, le manque de main d’œuvre se fit sentir, notamment dans les exploitations agricoles et les saladeros (usines de salaison de la viande). Enfin, la guerre renforça le caractère nomade des populations rurales. Habituées à la vie militaire, elles se fixèrent difficilement, préférant errer d'un camp à un autre, conduire le bétail jusqu'au Rio Grande do Sul ou dépecer les bêtes volées pour les revendre aux pulperos (les épiciers de l'époque).
Les ravages de la guerre entraînèrent également une chute de la valeur des terres d'environ 30 %, et la possibilité pour les investisseurs étrangers - européens et surtout brésiliens - d'acquérir les propriétés des Orientaux ruinés. Dès lors, le poids des étrangers augmenta considérablement :  en 1857, les Brésiliens possédaient 30 % du territoire uruguayen.
Dans le domaine économique, la situation était dramatique. La guerre mit en péril l'élevage bovin : le cheptel, estimé à 6 / 7 millions de têtes en 1843, tomba à 2 millions en 1852 - dont un tiers était retourné à l'état sauvage. L'élevage ovin, qui avait commencé son développement à la veille de la guerre, enregistra un coup d'arrêt ; en 1852, il n'y avait pas plus d'un million de têtes. Quant à l'industrie de la salaison, elle était ruinée. Des 24 établissements qui fonctionnaient en 1842, il n'en restait plus que 3 ou 4 en 1854. Le manque de matière première était la principale cause de cette situation, et s'expliquait par les prélèvements des différents armées et les razzias brésiliennes (les « californias » qui s'intensifièrent à partir de 1845, quand la guerre civile prit fin dans le Rio Grande do Sul). Enfin, le traité de commerce avec l'empire du Brésil accentua la crise ; il facilitait l'entrée du bétail oriental - pourtant en forte diminution - dans le Rio Grande do Sul, privant les industriels uruguayens d'une précieuse ressource et favorisant la concurrence riograndense.
De son côté, l’État s'était fortement endetté auprès de certains pays (le Brésil, la France, le Royaume-Uni) et continuait à dépendre de l'aide brésilienne pour faire face aux dépenses courantes. Toutes ses ressources étaient hypothéquées ; des rentes de la douane jusqu'aux propriétés publiques (y compris la Plaza Independencia, la Plaza de Cagancha, l'Hôtel de ville - le Cabildo - à Montevideo).

Pour autant, tout n'était pas négatif. Le conflit favorisa le développement d'un sentiment national qui se manifesta à travers la mise en place d'une « politique de fusion » (c'est-à-dire le rassemblement des Uruguayens et la volonté de mettre fin aux partis politiques responsables de la guerre civile). Mais les partisans de la fusion s'imaginèrent que les vieilles divisions pouvaient s'effacer par décret, alors que les blancos et les colorados sortaient du conflit bien plus déterminés qu'ils n'y étaient entrés.